# Malformação arteriovenosa
A malformação arteriovenosa (MAV) é um distúrbio congênito dos vasos sanguíneos, caracterizado pela passagem anormal de sangue entre as artérias e as veias, sem a intermediação dos capilares. Este fenômeno resulta em um tráfego sanguíneo direto entre esses dois tipos de vasos, o que pode afetar a distribuição adequada de oxigênio e nutrientes nos tecidos e órgãos. Embora a causa exata das MAVs seja desconhecida, elas são frequentemente associadas a anomalias no desenvolvimento embrionário dos vasos sanguíneos, podendo ser influenciadas por fatores genéticos ou ambientais.
As malformações arteriovenosas apresentam uma grande diversidade em termos de gravidade e localização. Em alguns casos, as MAVs podem ser volumosas e envolver uma rede extensa de vasos sanguíneos, enquanto, em outros, as lesões são pequenas e difíceis de identificar em exames convencionais. A localização da MAV pode ser em qualquer parte do corpo, mas é comum que ocorram no cérebro, na medula espinhal ou em órgãos periféricos.
As MAVs de maior volume podem gerar fluxos sanguíneos elevados, resultando em sobrecarga do sistema circulatório e aumento da pressão arterial. Isso pode estressar o coração, pois ele precisa bombear mais sangue para compensar o fluxo anômalo. Em casos graves, a MAV pode contribuir para o desenvolvimento de insuficiência cardíaca congestiva ou outros distúrbios cardiovasculares.
Os sintomas da malformação arteriovenosa geralmente não são evidentes nas fases iniciais, ocorrendo apenas quando complicações, como sangramentos, se manifestam. As MAVs podem ser extremamente frágeis devido à ausência de uma estrutura de suporte adequada, como as camadas musculares e elásticas que revestem as artérias e veias normais. Esse enfraquecimento das paredes vasculares torna essas áreas propensas a rupturas, o que pode resultar em hemorragias graves, tanto internas quanto externas.
O diagnóstico de MAVs é realizado principalmente por meio de exames de imagem, como a ressonância magnética (RM), tomografia computadorizada (TC) e angiografia, que permitem identificar a presença de vasos sanguíneos anormais e avaliar sua extensão. Em alguns casos, o diagnóstico precoce é crucial para evitar complicações, como sangramentos ou lesões neurológicas, especialmente quando a MAV está localizada no cérebro ou na medula espinhal.
O tratamento depende da localização, do tamanho e da gravidade da MAV. Pode envolver desde a observação cuidadosa e controle dos sintomas até procedimentos invasivos, como embolização, cirurgia ou radioterapia, com o objetivo de interromper o fluxo sanguíneo anômalo. A escolha do tratamento é individualizada e leva em consideração os riscos associados a cada abordagem, bem como o impacto na qualidade de vida do paciente.
Em casos onde ocorre sangramento, o tratamento imediato se torna essencial, podendo envolver intervenções emergenciais para estancar o fluxo sanguíneo e evitar danos maiores.
Apesar de as MAVs serem condições raras, quando diagnosticadas precocemente e tratadas adequadamente, a maioria dos pacientes pode levar uma vida normal ou com mínima limitação funcional.